# Eric W. Crabtree

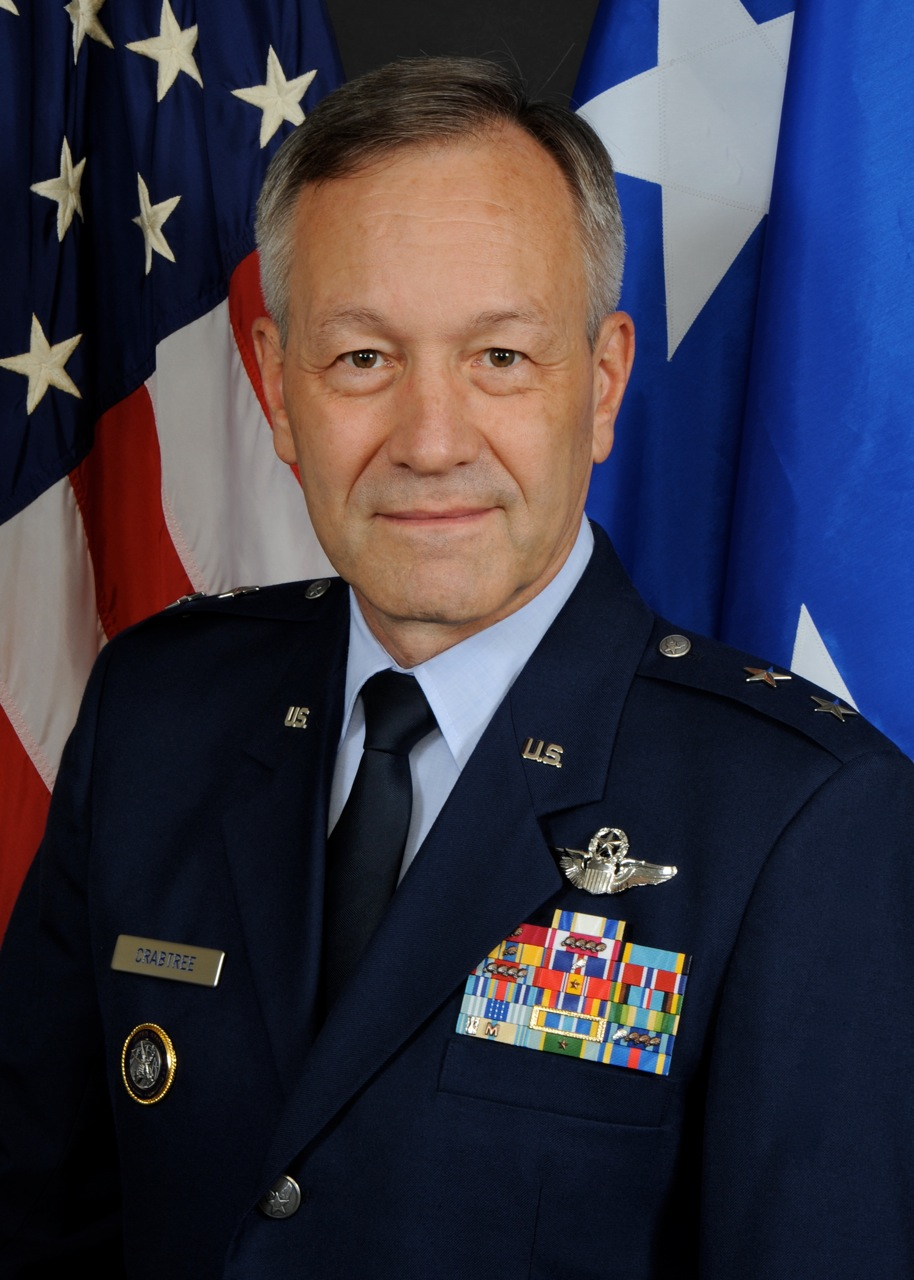
Eric W. Crabtree

Eric W. Crabtree (* um 1952) ist ein pensionierter Generalmajor der United States Air Force. Er war unter anderem Kommandeur der 4. Luftflotte.
Über die Officer Training School gelangte er im Jahr 1974 in das Offizierskorps der United States Air Force. Dort durchlief er anschließend alle Offiziersränge vom Leutnant bis zum Zwei-Sterne-General.
Im Lauf seiner militärischen Karriere absolvierte er verschiedene Kurse und Schulungen. Dazu gehörten unter anderem eine Ausbildung zum Kampfpiloten und weitere Fortbildungskurse als Pilot neuer Flugzeugtypen; die Squadron Officer School auf der Maxwell Air Force Base in Alabama und das Air Command and Staff College, ebenfalls auf der Maxwell AFB. Außerdem erhielt er akademische Grade von der St. Lawrence University, der Webster University und der Syracuse University.
In seinen frühen Jahren als Offizier der Luftwaffe war er auf verschiedenen Stützpunkten in den Vereinigten Staaten stationiert. Dabei war er als Waffenoffizier, Pilot, Flugausbilder oder Stabsoffizier bei unterschiedlichen Einheiten tätig. Zwischen Juni 1978 und Mai 1979 war er auf der Kunsan Air Base in Südkorea stationiert. Dort war er Waffenoffizier (weapons systems officer) beim 8. Taktischen Kampfgeschwader (8th Tactical Fighter Wing). Seit 1989 gehörte er der Reserve der Air Force an und diente fortan in Reserveeinheiten.
Zwischen Oktober 1995 und September 1997 kommandierte er als Oberstleutnant die in Milwaukee stationierte 440th Operations Group, die der 22. Luftflotte (Twenty Second Air Force) bzw. deren 440. Transportgeschwader unterstand. Bereits seit Januar 1995 war er stellvertretender Kommandeur dieser Einheit gewesen. Als Nächstes wurde er nach Ohio zur Youngstown Air Reserve Station (ARS) versetzt. Dort kommandierte er zwischen September 1997 und März 2001 die 910th Operations Group, die ebenfalls der 22. Luftflotte unterstand.
Zwischen März 2001 und August 2003 gehörte Eric Crabtree auf der Scott Air Force Base in Illinois als Berater für Reserveangelegenheiten (Reserve adviser) dem Stab des Air Mobility Commands an. Anschließend übernahm er auf der McChord Air Force Base im Bundesstaat Washington das Kommando über das 446. Transportgeschwader, das der 4. Luftflotte unterstand. Diese Position hatte er zwischen August 2003 und September 2007 inne. Danach leitete er bis zum Januar 2009 die Personalverwaltung der Air Force Reserve (Air Reserve Personnel Center) in Denver, Colorado.
Im Januar 2009 übernahm er auf der March Air Reserve Base in Kalifornien als Nachfolger von Robert E. Duignan das Kommando über die 4. Luftflotte (Fourth Air Force). Dieses Amt bekleidete er bis zum März 2011 als Mark A. Kyle seine Nachfolge antrat. Danach wurde er in Fort Belvoir in Virginia zunächst stellvertretender und ab Februar 2012 regulärer Leiter des Zentrums zur Eliminierung von Massenvernichtungswaffen (Commander, Standing Joint Force Headquarters for Elimination of Weapons of Mass Destruction). Diese Organisation unterstand dem United States Strategic Command. Dieses Amt bekleidete er bis zu seiner Pensionierung im Jahr 2013.
Während seiner aktiven Zeit als Militärpilot absolvierte er über 4900 Flugstunden auf verschiedenen Flugzeugtypen.

## Daten der Beförderungen
| Abzeichen | Rang               | Jahr              |
| --------- | ------------------ | ----------------- |
|           | Second Lieutenant  | 13. Dezember 1974 |
|           | First Lieutenant   | 13. Dezember 1976 |
|           | Captain            | 13. Dezember 1978 |
|           | Major              | 1. Mai 1986       |
|           | Lieutenant Colonel | 13. Juni 1994     |
|           | Colonel            | 1. Mai 1998       |
|           | Brigadier General  | 30. März 2006     |
|           | Major General      | 2. Februar 2010   |

## Orden und Auszeichnungen
Eric Crabtree erhielt im Lauf seiner militärischen Laufbahn unter anderem folgende Auszeichnungen:
- Air Force Distinguished Service Medal
- Legion of Merit
- Meritorious Service Medal
- Aerial Achievement Medal
- Air Force Commendation Medal
- Combat Readiness Medal
- Armed Forces Expeditionary Medal
- Global War on Terrorism Expeditionary Medal
- Global War on Terrorism Service Medal
- Armed Forces Service Medal
- Armed Forces Reserve Medal